# Epping (Patriziergeschlecht)

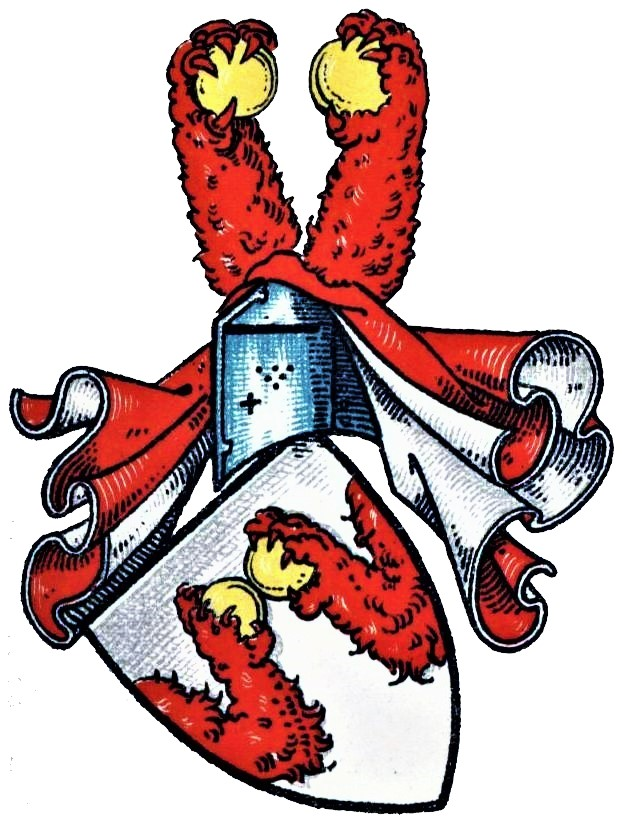
Wappen der Epping im Wappenbuch des Westfälischen Adels

Epping (auch: von der Molen, lateinisch de Mola oder de Molendino) ist der Name eines alten westfälischen Patriziergeschlechts.

## Geschichte
„Die Eppings sind ein uraltes, in Soest und Lippstadt zahlreich vertretenes Patriziergeschlecht“, wie es 1893 hieß.
Dem alten und bedeutenden Patriziergeschlecht wird altfreie ländliche Abstammung zugeschrieben. Klocke vermutet eine Verwandtschaft mit den von Hewingsen. Urkundlich tritt das Geschlecht erstmals 1219 mit den Soester Bürgern und Brüdern Radolf, Wulfhard und Adam auf. Ab 1266 erscheinen Familienmitglieder mit dem Namen Epping. Andreas Epping (urkundlich 1266–1273) war Soester Ratsmitglied, ebenso sein Sohn Wulfhard Epping (urkundlich 1279–1300). Im weiteren Verlauf des 14. Jahrhunderts führte eine Line des Geschlechts aufgrund eines entsprechenden Besitzes den Namen von der Molen. Um dieselbe Zeit kam eine Linie der Familie durch Handel auch nach Livland. Im Soester Umfeld lag der Familienbesitz u. a. in Mawicke, Hinderking, Brockhausen, Wehringsen, Westönnen und Hüttinghausen. Während der Soester Fehde war Johann Epping Bürgermeister und Führer der kölnischen Minderheit im Soester Rat. Die Familie erscheint in Soest (nach Spießen) bis 1498.
Die protestantische Bewegung schlug Anfang des 16. Jahrhunderts vom nahen Lippstadt nach Soest über: Die Kunde von Martin Luthers Auftreten und Schriften des Reformators weckten auch hier das Verlangen nach der neuen Heilsverkündung. Als 1525 ein Mönch des Grauen Klosters in seiner Predigt über Luther herfiel, widersprach ihm Heinrich König öffentlich. 1527 zog Friedrich Myconius mit dem sächsischen Kurprinzen, dem späteren Kurfürsten Johann Friedrich, durch Soest und predigte dort unter großem Beifall. Im selben Jahr schimpfte der Stiftsherr zu St. Patrokli Jürgen Epping auf die Familie Gropper, weil sie fest am Alten hing.
Er ging nach der Auseinandersetzung mit der Familie Gropper aus der Stadt, denn er wurde deshalb aus Soest vertrieben. Beigesetzt wurde er jedoch 1530 bei den Dominikanern. Im selben Jahr verbot der Rat von Soest dem Laienprediger Viktor von Hohenschwert zu predigen.
Die Lippstädter Linie der Familie Epping, ein schon im 17. Jahrhundert alteingesessenes Lippstädter Kaufmannsgeschlecht, war mit den schon 1405 in Lippstadt ratsgesessenen Retbergs, die in einer Linie 1651 auch in Soest das Bürgerrecht und 1717 eine preußische Adelsanerkennung bzw. -erneuerung erhielten, verschwägert: Anna Katharina, Tochter des Bürgermeisters Epping, war mit Markus Retberg, der 1740 zu Lippstadt im Alter von 88 Jahren verstarb, verheiratet. Diederich Epping, Bürgermeister zu Lippstadt, starb 1689 im 77. Lebensjahr. 1665 hatte er von Ludwig von Stockhausen, Richter zu Calle und Remblinghausen, den Schenkenhof zu Effeln gekauft. Der Altar in der Lippstädter Marktkirche wurde in Hamburg gefertigt und von dem Lippstädter Bürgermeister Epping, der 1689 starb, gestiftet. Zu beiden Seiten des Abendmahlbildes sind die Wappen des Stifters, bzw. seiner zweiten Ehefrau, Elisabeth, geb. Gallenkamp, dargestellt. Bürgermeister Diederich Epping (1612–1689) war der Enkel des im Jahr 1595 nach Lippstadt gekommenen Stammhausbegründers Jürgen Eppink. Als Haupt eines angesehenen Handelsunternehmens unterhielt er vielerlei Wirtschaftsbeziehungen. In erster Ehe war der Bürgermeister Epping, Sohn von Christoph Epping, mit Dorothea zur Helle aus Herford (Dorothee zur Halle) verheiratet. Sein Großvater Jürgen Eppink, bzw. Georg Epping, erwarb 1595 das Bürgerrecht. Sein Sohn Christoph Epping war später Notar. Christoph Epping war Notar und Amtmann zu Lippstadt, Verwalter des Augustinerklosters ebenda, in erster Ehe verheiratet mit Gertrud Robbers. Christoph war geboren in Soest in Westfalen um 1580/85, promovierter Jurist, Notarius und Advocatus, Amtmann zu Lippstadt, „aus einem Soestschen Geschlecht bürtig“, und Sohn von Jorgen Dieder Epping, 1595 Bürger zu Lippstadt. Bevor Georg (Jürgen) Dieder Epping 1595 Bürger zu Lippstadt war, war auch er schon, 1593, Verwalter des Klosters zu Lippstadt: Anna Walter, Barthold von His Witwe, blieb bis 1584 im Kloster wohnen; die Abrechnung über die Klosterverwaltung ihres Mannes erfolgte 1593, als Georg Epping als neuer samtherrlicher Verwalter eingesetzt wurde.

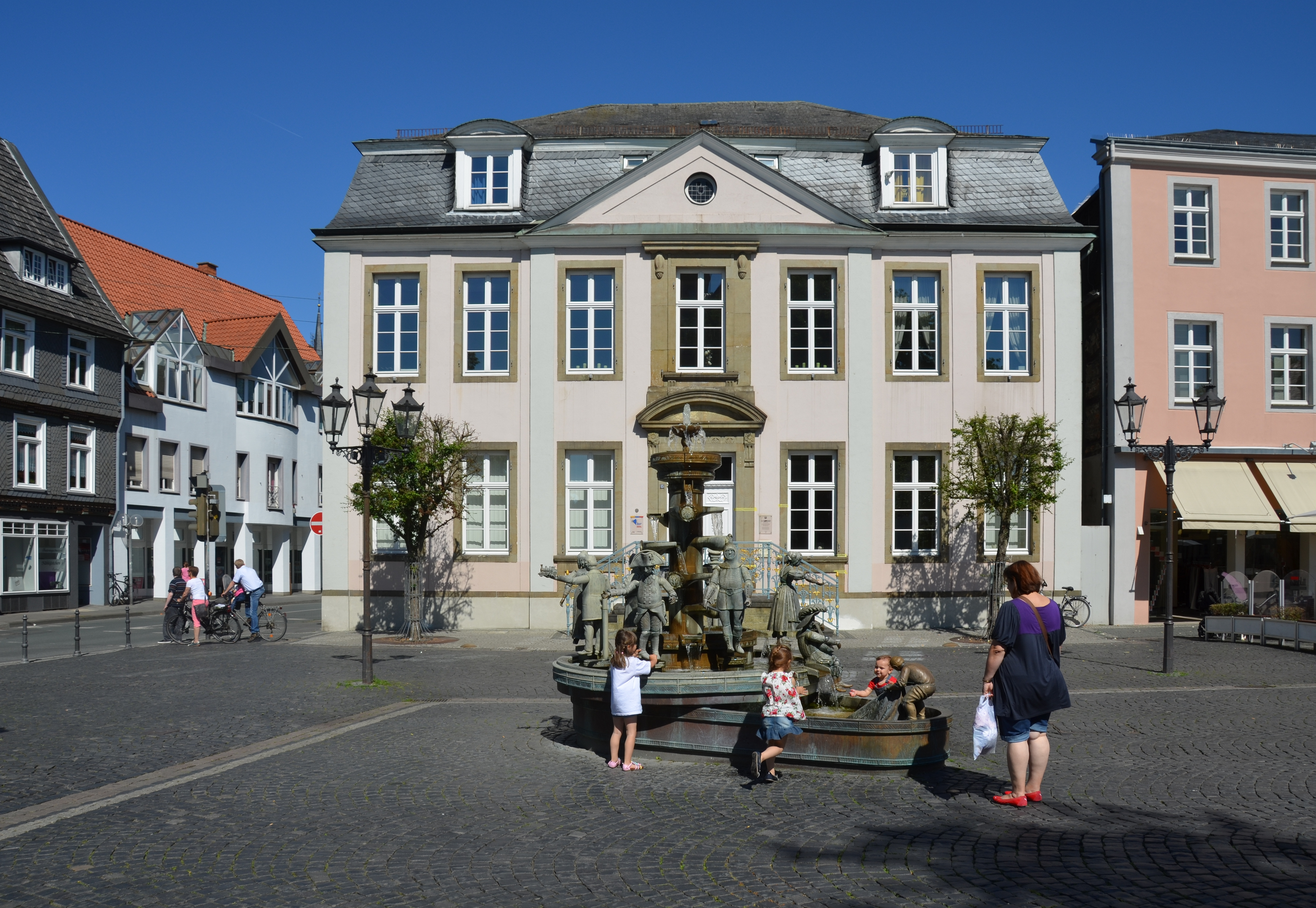
Epping-Palais in Lippstadt, 1785–1788 von Kaufmann und Bürgermeister Gilles Delhaes (1758–1840) erbaut, durch Heirat ab 1860 in Besitz der Familie Epping, 1937 verkauft, heute als Standesamt genutzt

Kaufmannsfamilien und reiche Grundbesitzer wie die Familie Rose bildeten zu Beginn des 19. Jahrhunderts den Kern der Honoratiorenschaft von Lippstadt: nach außen hin zeigte sich ihr Wohlstand in ihren Häusern: im Haus der Familie Epping wohnten Könige und Fürsten bei ihren Besuchen in der Stadt, verwandtschaftlich waren die Honoratiorenfamilien zum Teil untereinander verbunden. Die Familie Epping war mehrfach mit der Familie Rose verschwägert.
Johann Gilgen August von Delhaes (* 15. März 1822 in Lippstadt; † 3. Januar 1888 in Borówko), war ein Sohn des zu Lippstadt am 18. Januar 1831 verstorbenen Kaufherrn Karl Gilgen Delhaes, und der zu Lippstadt am 7. Juni 1858 verstorbenen Charlotte, geb. Epping. Er erwarb das Gut Borówko in der Provinz Posen und wurde von Wilhelm I., König von Preußen, anlässlich seiner Krönung 1861 in den Adelsstand erhoben. Johann Gilgen August von Delhaes heiratete 1877 in zweiter Ehe seine Verwandte, Paula, geb. Epping aus Lippstadt (* 1836). Die Kinder stammten jedoch aus erster Ehe mit der 1874 verstorbenen Fernande von Bernuth.
Für das Hermannsdenkmal übersandte der Kommerzienrat J.D. Epping 1863 55 Reichstaler aus Lippstadt, davon 25 Reichstaler vom Magistrat, und 8 Reichstaler von ihm persönlich. Der nächsthöchste Privatbeitrag war dabei 4 Reichstaler, Kaufmann J. D. W. Epping gab 1 Reichstaler. Die Lippstädter Kaufleute Friedrich und Wilhelm Epping waren 1867 Mitglieder des Vereins für Geschichte und Altertumskunde Westfalens. Die Großkaufleute Carl Hermann und Carl Dietrich Epping gehörten 1904 zu den zehn größten Steuerzahlern der Stadt, an dritter und vierter Stelle, nach dem Brauereibesitzer Kleine und Brennereibesitzer Kisker.

## Persönlichkeiten
- Gottfried von der Molen, Bürgermeister zu Soest 1348–1350, 1363–1365, 1366/1367.
- Johann Epping, Bürgermeister zu Soest 1425–1427, 1430–1432, 1434–1436, 1437–1439, 1442–1444.
- Jürgen Epping, der Reformation zugeneigter Stiftsherr zu St. Patrokli, wurde nach Auseinandersetzung mit der Famille des Bürgermeisters Gropper aus Soest vertrieben.
- Georg (Jorgen/Jürgen) Dieder Epping, 1593 samtherrlicher Klosterverwalter zu Lippstadt, 1595 Bürger zu Lippstadt.
- Christoph Epping (* um 1580/85) promovierter Jurist, Notar und Advokat, Amtmann und Klosterverwalter zu Lippstadt.
- Diederich Epping (1612–1689), Bürgermeister und Kaufmann zu Lippstadt, Gutsherr auf Schenkenhof zu Effeln, Stifter des Hochaltars in der evangelischen Lippstädter Marienkirche.

## Wappen
Blasonierung: In Silber zwei rote aus den Schildrändern rechts und links hervorkommende Bärentatzen, die je einen goldenen Apfel halten. Auf dem Helm zwei aufgereckte rote Bärentatzen, je mit dem goldenen Apfel. Die Helmdecken sind rot-silbern.